# HD 44594
HD 44594 är en ensam stjärna, belägen i den södra delen av stjärnbilden Akterskeppet. Den har en skenbar magnitud av ca 6,64 och kräver åtminstone en handkikare för att kunna observeras. Baserat på parallaxmätning inom Hipparcosuppdraget på ca 39,8 mas, beräknas den befinna sig på ett avstånd på ca 82 ljusår (ca 25 parsek) från solen. Den rör sig bort från solen med en heliocentrisk radialhastighet på ca 59 km/s.

## Egenskaper
HD 44594 är en gul till vit stjärna i huvudserien av spektralklass G1.5 V. vilket betyder att den genererar energi genom termonukleär fusion av väte i dess kärna. Den har en massa och en radie som är ungefär lika med solens och en energiavgivning som är mycket lik solens vid en effektiv temperatur av ca 5 800. K Den betraktas därför som en solliknande stjärna. Överskottet av andra element än väte eller helium, vad astronomer kallar stjärnans metallicitet, är dock 41 procent högre än i solen.